# Yorick Treille
Pour les articles homonymes, voir Treille (homonymie).
Yorick Treille, né le 15 juillet 1980 à Cannes (Alpes-Maritimes), est un joueur français de hockey sur glace, évoluant au poste d'attaquant devenu entraîneur. Il est le fils de Philippe Treille et le frère aîné de Sacha, également joueur professionnel de hockey.
Terminant sa carrière aux Scorpions de Mulhouse, il y devient entraîneur entre 2018 et 2020 puis devient sélectionneur de l'Équipe de France junior des moins de vingt ans de 2020 à 2023. Il officie également depuis deux années en 2022-2024 au Genève-Servette HC en tant qu'entraîneur-adjoint de Jan Cadieux où il est vainqueur de la Ligue des champions 2024. Enfin, il est entraîneur-adjoint de Philippe Bozon en Équipe de France entre 2018 et 2024 et prend sa succession à partir de juin 2024.

## Carrière de joueur
Yorick Treille est le premier français à connaître les honneurs du repêchage de la Ligue nationale de hockey : il est retenu par les Blackhawks de Chicago en 1999.
Après avoir passé sa carrière à l'étranger, il revient en France pour la saison 2013-2014 est retrouve les couleurs des Brûleurs de loups de Grenoble. En 2015, il signe au sein du Rouen hockey élite 76 en compagnie de son cadet.
Le 2 novembre 2018, il annonce, via le site officiel des Scorpions Mulhouse, mettre fin à sa carrière de joueur professionnel, pour devenir entraîneur. Il deviendra le nouvel entraîneur de l'équipe première des Scorpions Mulhouse qui évoluent en Ligue Magnus.

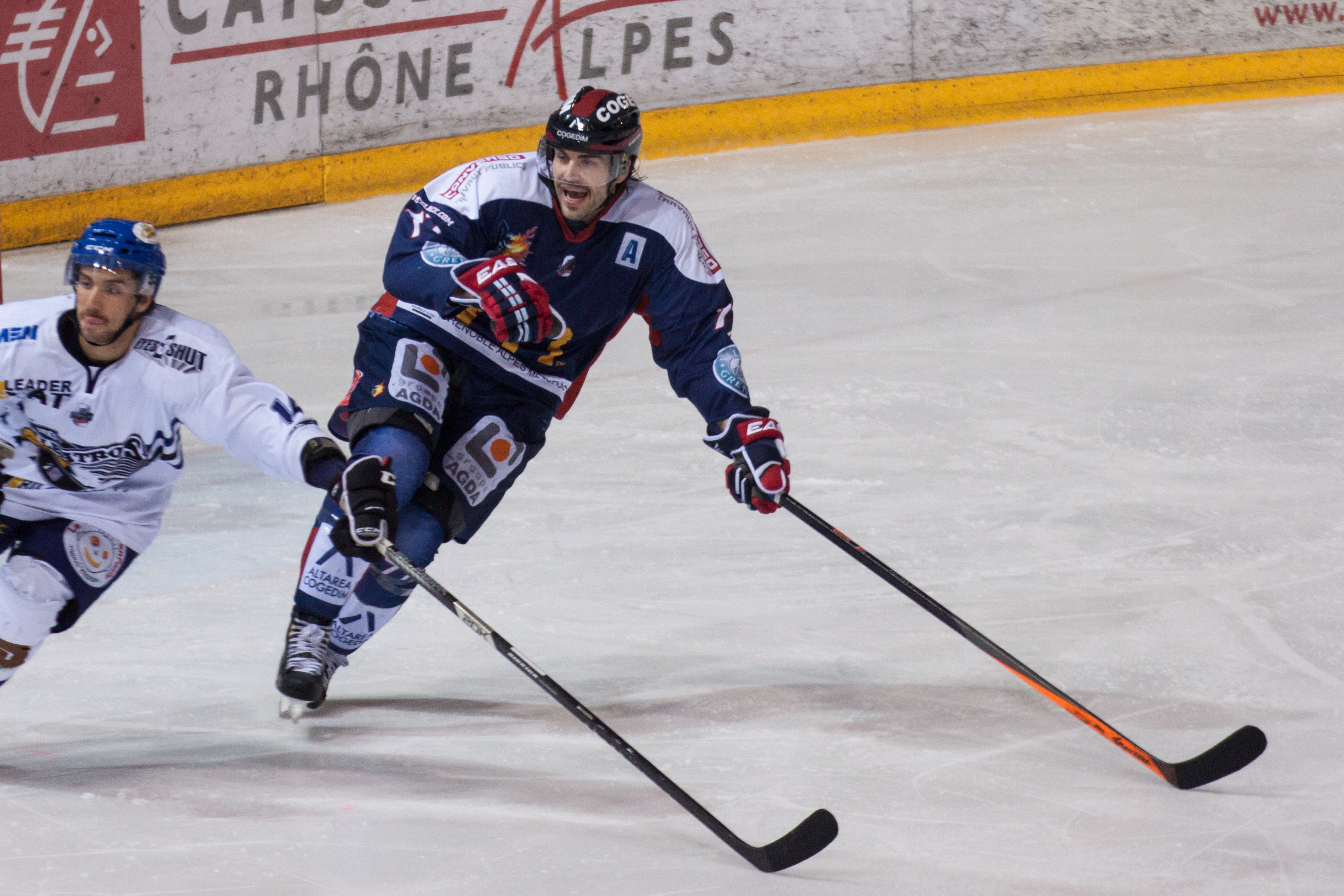
Yorick avec le maillot des Brûleurs de Loups en 2013
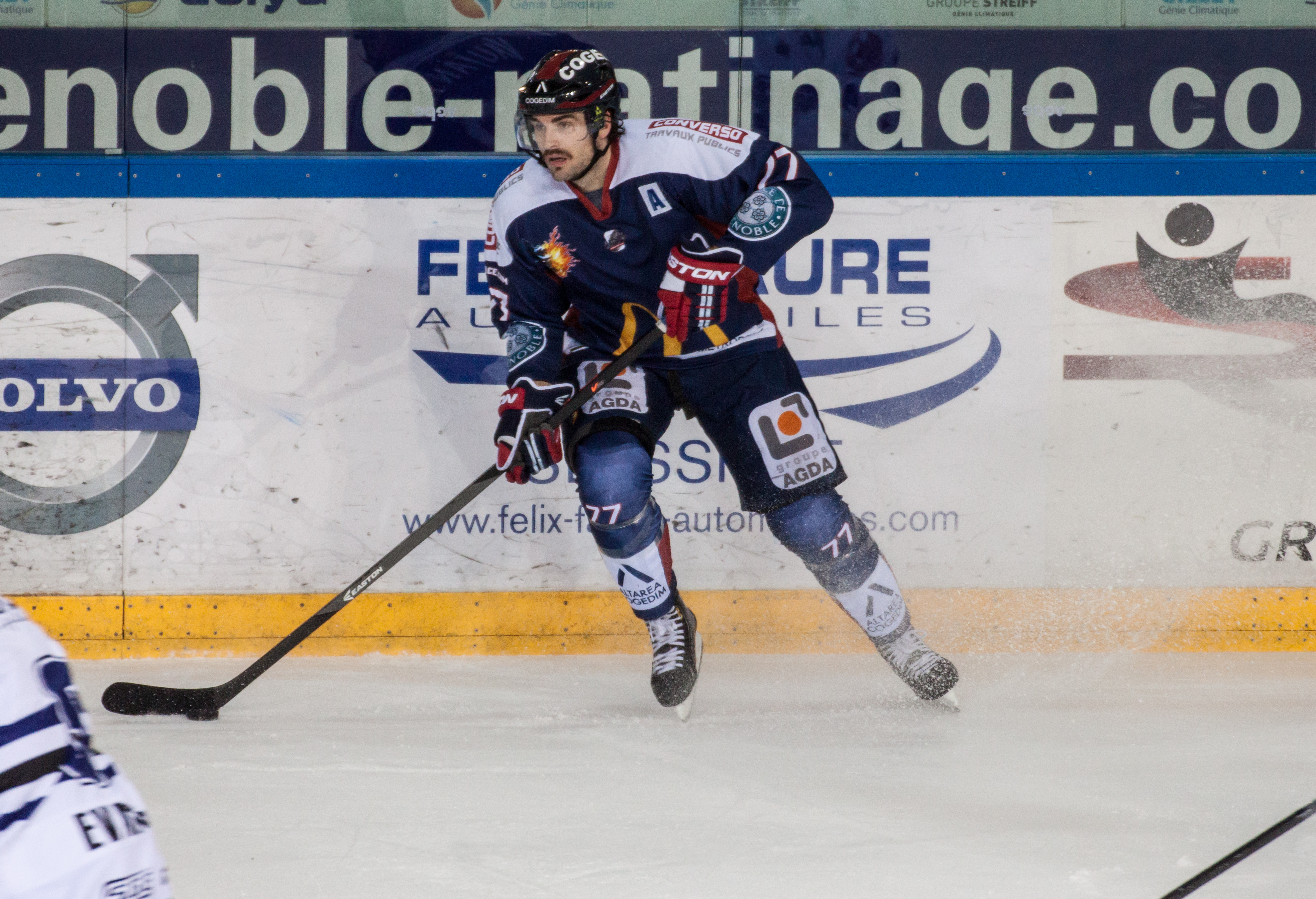
Yorick avec le maillot des Brûleurs de Loups en 2013

## Carrière internationale
Il est membre de l'équipe de France.
En avril 2020, il est nommé entraîneur de l'Équipe de France des moins de 20 ans, tout en conservant son poste d'entraîneur adjoint de Philippe Bozon, à la tête de l'Équipe de France A.

## Statistiques
| Saison    | Équipe                        | Ligue        |    | Saison régulière | Saison régulière | Saison régulière | Saison régulière | Saison régulière |   | Séries éliminatoires | Séries éliminatoires | Séries éliminatoires | Séries éliminatoires | Séries éliminatoires |
| Saison    | Équipe                        | Ligue        | PJ | B                | A                | Pts              | Pun              | PJ               | B | A                    | Pts                  | Pun                  |                      |                      |
| 1998-1999 | River Hawks de l'UMass-Lowell | NCAA         | 32 | 6                | 5                | 11               | 24               |                  |   |                      |                      |                      |                      |                      |
| 1999-2000 | River Hawks de l'UMass-Lowell | NCAA         | 33 | 10               | 12               | 22               | 34               |                  |   |                      |                      |                      |                      |                      |
| 2000-2001 | River Hawks de l'UMass-Lowell | NCAA         | 31 | 10               | 14               | 24               | 35               |                  |   |                      |                      |                      |                      |                      |
| 2001-2002 | River Hawks de l'UMass-Lowell | NCAA         | 30 | 10               | 16               | 26               | 24               |                  |   |                      |                      |                      |                      |                      |
| 2002-2003 | HIFK                          | SM-liiga     | 5  | 0                | 1                | 1                | 4                |                  |   |                      |                      |                      |                      |                      |
| 2002-2003 | Admirals de Norfolk           | LAH          | 27 | 3                | 2                | 5                | 25               |                  |   |                      |                      |                      |                      |                      |
| 2003-2004 | Admirals de Norfolk           | LAH          | 74 | 12               | 12               | 24               | 54               | 8                | 2 | 0                    | 2                    | 4                    |                      |                      |
| 2004-2005 | Bruins de Providence          | LAH          | 61 | 5                | 9                | 14               | 35               |                  |   |                      |                      |                      |                      |                      |
| 2005-2006 | Genève-Servette               | LNA          | 23 | 6                | 6                | 12               | 34               |                  |   |                      |                      |                      |                      |                      |
| 2006-2007 | Genève-Servette               | LNA          | 43 | 15               | 17               | 32               | 66               |                  |   |                      |                      |                      |                      |                      |
| 2007-2008 | ERC Ingolstadt                | DEL          | 29 | 2                | 14               | 16               | 52               |                  |   |                      |                      |                      |                      |                      |
| 2008-2009 | HC Vítkovice                  | Extraliga    | 33 | 4                | 3                | 7                | 56               | 3                | 0 | 0                    | 0                    | 0                    |                      |                      |
| 2009-2010 | HC Vítkovice                  | Extraliga    | 50 | 5                | 11               | 16               | 46               | 15               | 4 | 3                    | 7                    | 8                    |                      |                      |
| 2010-2011 | HC Sparta Prague              | Extraliga    | 29 | 11               | 7                | 18               | 32               |                  |   |                      |                      |                      |                      |                      |
| 2011-2012 | HC Sparta Prague              | Extraliga    | 52 | 7                | 11               | 18               | 32               | 5                | 0 | 0                    | 0                    | 4                    |                      |                      |
| 2012-2013 | HC Sparta Prague              | Extraliga    | 5  | 0                | 1                | 1                | 4                | -                | - | -                    | -                    | -                    |                      |                      |
| 2012-2013 | KLH Chomutov                  | Extraliga    | 24 | 4                | 1                | 5                | 20               | -                | - | -                    | -                    | -                    |                      |                      |
| 2012-2013 | EC Red Bull Salzbourg         | EBEL         | 3  | 2                | 1                | 3                | 0                | 12               | 2 | 1                    | 3                    | 10                   |                      |                      |
| 2013-2014 | Brûleurs de Loups             | Ligne Magnus | 26 | 11               | 11               | 22               | 48               | 5                | 0 | 2                    | 2                    | 4                    |                      |                      |
| 2014-2015 | Brûleurs de Loups             | Ligne Magnus | 18 | 7                | 6                | 13               | 12               | 5                | 1 | 1                    | 2                    | 37                   |                      |                      |
| 2015-2016 | Dragons de Rouen              | Ligne Magnus | 26 | 8                | 21               | 29               | 14               | 15               | 4 | 5                    | 9                    | 10                   |                      |                      |
| 2016-2017 | Dragons de Rouen              | Ligne Magnus | 43 | 4                | 16               | 20               | 28               | 19               | 2 | 3                    | 5                    | 10                   |                      |                      |
| 2017-2018 | Scorpions de Mulhouse         | Ligue Magnus | 41 | 16               | 16               | 32               | 22               | 6                | 2 | 2                    | 4                    | 14                   |                      |                      |
| 2018-2019 | Scorpions de Mulhouse         | Ligue Magnus | 15 | 5                | 7                | 12               | 12               | -                | - | -                    | -                    | -                    |                      |                      |

## Prix et récompenses de la Ligue Magnus
Trophée Albert-Hassler
Il récompense le meilleur joueur français de la saison en Ligue Magnus depuis 1977.
- 2016

Trophée Camil-Gélinas
Il récompense le meilleur entraîneur de la saison de hockey sur glace de la plus haute division en France et a été décerné la première fois en 2002.
- 2020